# Arupacupa
L'Arupacupa (144 m s.l.m.) di Doberdò (Gorjupa Kupa, o Vrtace in sloveno), è una collina del Carso Monfalconese.
È situata a nordest di Monfalcone nel comune di Doberdò del Lago.
Sul versante occidentale e fino alla cima si trovano resti di trincee risalenti alla prima guerra mondiale, e monumenti commemorativi dei duri combattimenti degli anni 1916 e 1917. La cima fu conquistata dai Bersaglieri il 16 settembre del 1916.
Dalla sommità, si ha il panorama del Golfo di Trieste, del Carso delle Alpi Giulie, e dei resti del Castelliere di Vrtace.